# Demi-Fortune-Polka
Die Demi-Fortune Polka ist eine Polka-française  von Johann Strauss Sohn (op. 186). Das Werk wurde am 21. Januar 1857 im  Tanzlokal Zum Sperl in Wien erstmals aufgeführt. 

## Einzelnachweis
1. ↑  Quelle: Englische Version des Booklets (Seite 67) in der 52 CDs umfassenden Gesamtausgabe der Orchesterwerke von Johann Strauß (Sohn), Hrsg. Naxos (Label). Das Werk ist als vierter Titel auf der 24. CD zu hören.